# 정신보건법
정신보건법(精神保健法)은 정신질환자의 의료 및 사회복귀에 관하여 필요한 사항을 규정함으로써 국민의 정신건강증진에 이바지함을 목적으로 하는 대한민국의 법으로, 1995년 12월 30일에 제정되었으며 1996년 12월 31일에 시행되었다. 1998년 4월 1일에 전부 개정된 법률이 시행된 이후 2015년까지 일부 개정과 타법 개정이 되어왔다.

## 정의
- 정신질환자 : 정신병(기질적 정신병을 포함), 인격장애, 알코올 및 약물중독 기타 비정신병적 정신장애를 가진 자
- 정신보건시설 : 정신의료기관, 정신질환자 사회복귀시설 및 정신요양시설
- 정신의료기관 : 의료법에 의한 의료기관 중 법 제12조 제1항의 시설기준 등에 적합하게 설치된 병원(정신병원)과 의원 및 병원급 이상의 의료기관에 설치된 정신건강의학과
- 정신질환자사회복귀시설 : 정신질환자를 정신의료기관에 입원시키거나 정신요양시설에 입소시키지 아니하고 사회복귀촉진을 위한 훈련을 행하는 시설
- 정신요양시설 : 정신의료기관에서 의뢰된 정신질환자와 만성정신질환자를 입소시켜 요양과 사회복귀추진을 위한 훈련을 행하는 시설

## 같이 보기
- 정신보건법 제24조
- 정신건강
- 정신 질환